# Lycée Français International do Porto
O Lycée Français International do Porto é uma escola internacional francesa no Porto, Portugal. A educação dada varia de maternelle (pré-escola) ao lycée (ensino secundário).